# Danira Nakić
Danira Nakić (nacida el 22 de julio de 1969 en Šibenik, Yugoslavia) es una exjugadora de baloncesto croata. Consiguió 4 medallas en competiciones oficiales con Yugoslavia.